# مصعد مائل

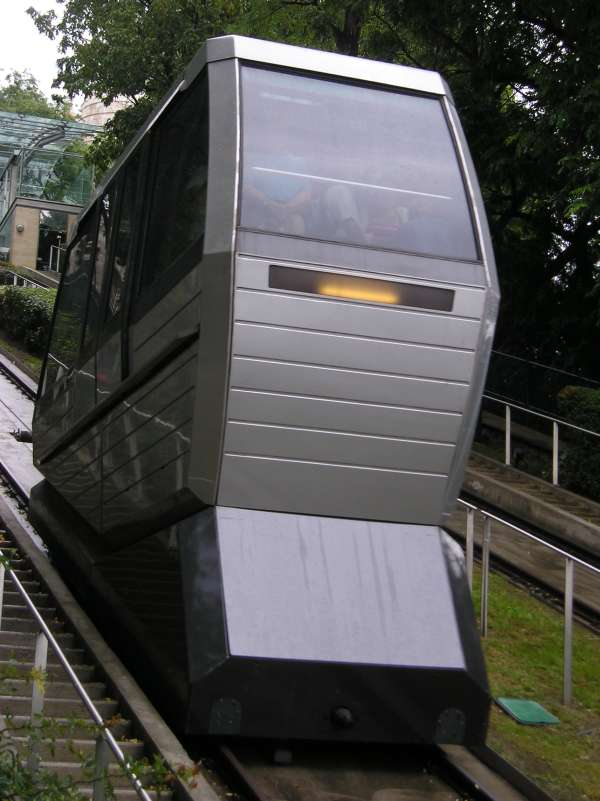
واحد من المصعدين المائلين الموجودين في مدينة مونمارتر الفرنسية

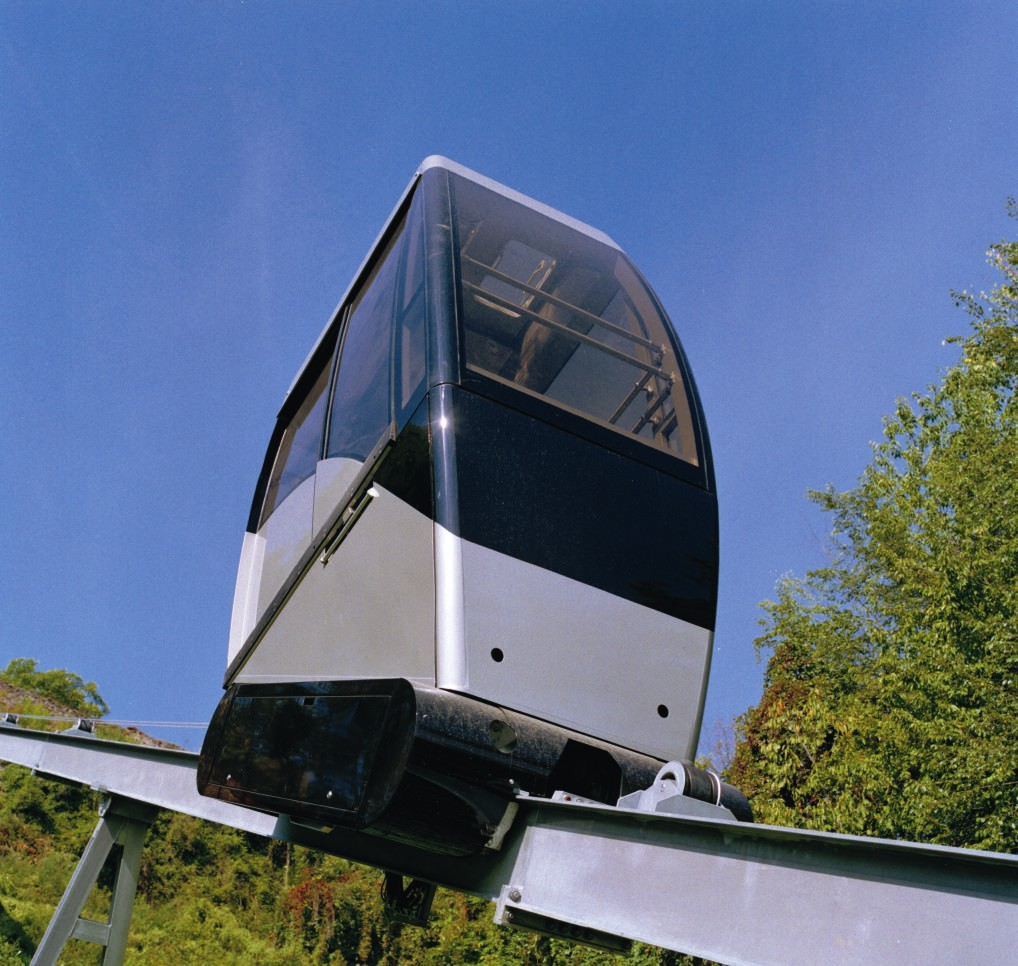

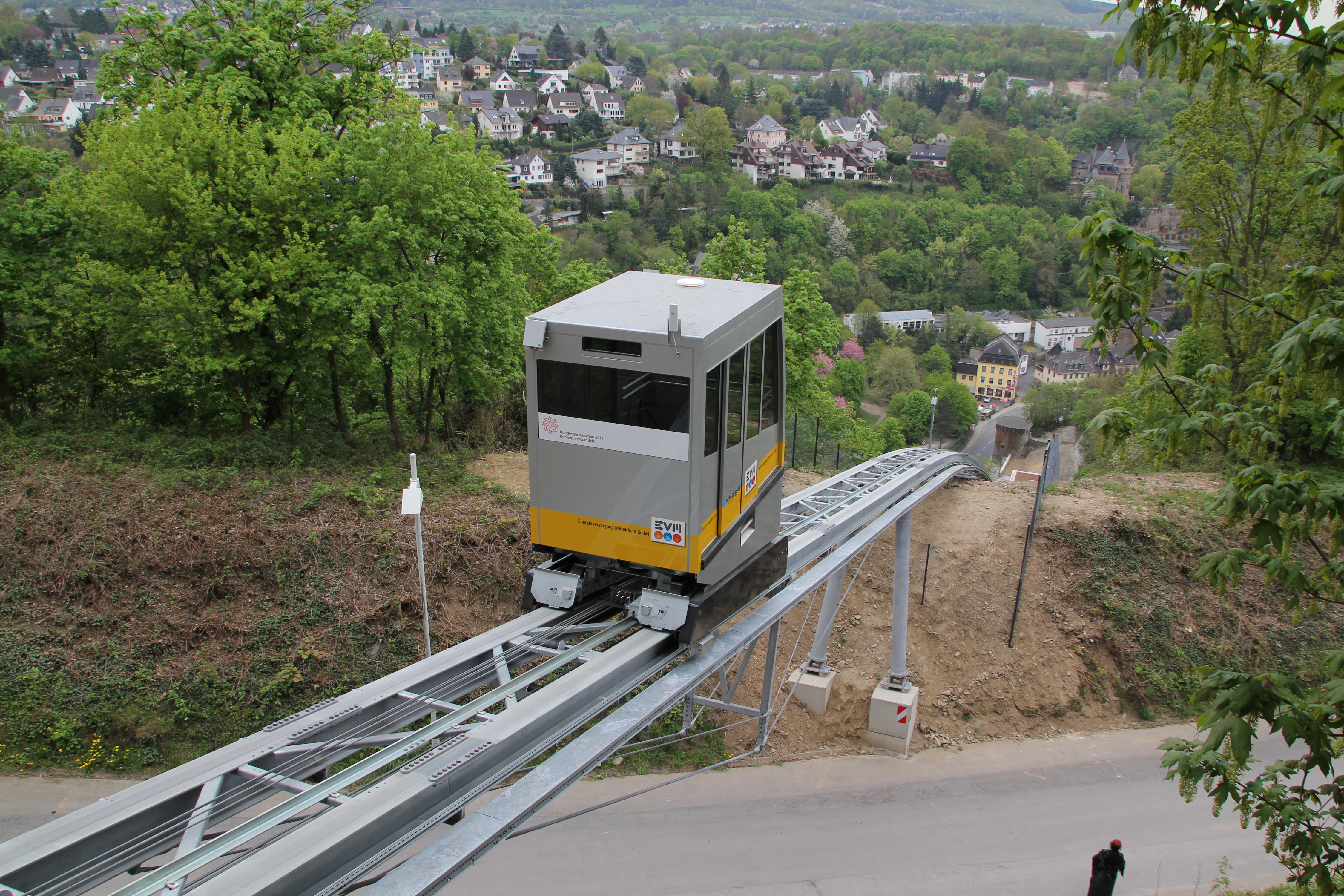

المصعد المائل هو نوع من النقل الموجه، حيث يتكون من مقصورة واحدة تعمل على سكة حديدية منحدرة في مسار مستقيم (عادة ما يكون متوسط الطول)، و يتم تشغيله بواسطة كابل أو مجموعة كابلات ذهابا وإيابا من وإلى طرفي السكة المنحدرة.

## التقنية

### تلفريك أو مصعد؟
من الناحية الفنية، المصعد المائل يسير على سكة حديدية منحدرة بواسطة كابلات ويكون ذو مقصورة واحدة تعمل تلقائيا (طريقة أوتوماتيكية) كالمصعد.

عموما، التلفريك يعمل على مسارين في السكة الحديدية (مسار للذهاب ومسار للإياب) مرتبطين بكابل. التلفريك يستوجب تواجد معدات للسكة الحديدية حيث يكون وجود السائق إلزامي.

### الإستغلال
يستعمل المصعد المائل عادة كمواصلة عامة.

يمكن أن نجده في منتجعات الرياضات الشتوية لضمان الربط بين الأماكن القريبة من بعضها البعض مثلا في منتجع قرية زيرمات (سويسرا).

و كذلك يستخدم للنقل في المدن والقرى، ومن المصاعد المائلة المعروفة مصعد مونمارتر المائل في باريس (فرنسا) حيث يسير في منحدر طوله 108 متر ويأخذ من وإلى كنيسة القلب المقدس في مونمارتر المشهورة عالميا.

## مقالات ذات صلة
- مصعد (آلة رفع)
- قطار جبلي مائل
- النقل بالكابلات
- تلفريك
- نقل كابلات كابريو